# NGC 1269
NGC 1269 (другие обозначения — NGC 1291, ESO 301-2, MCG -7-7-8, AM 0315-411, IRAS03154-4117, PGC 12209) — галактика в созвездии Эридан.
Этот объект занесён в новый общий каталог несколько раз, с обозначениями NGC 1269, NGC 1291. Этот объект входит в число перечисленных в оригинальной редакции «Нового общего каталога».

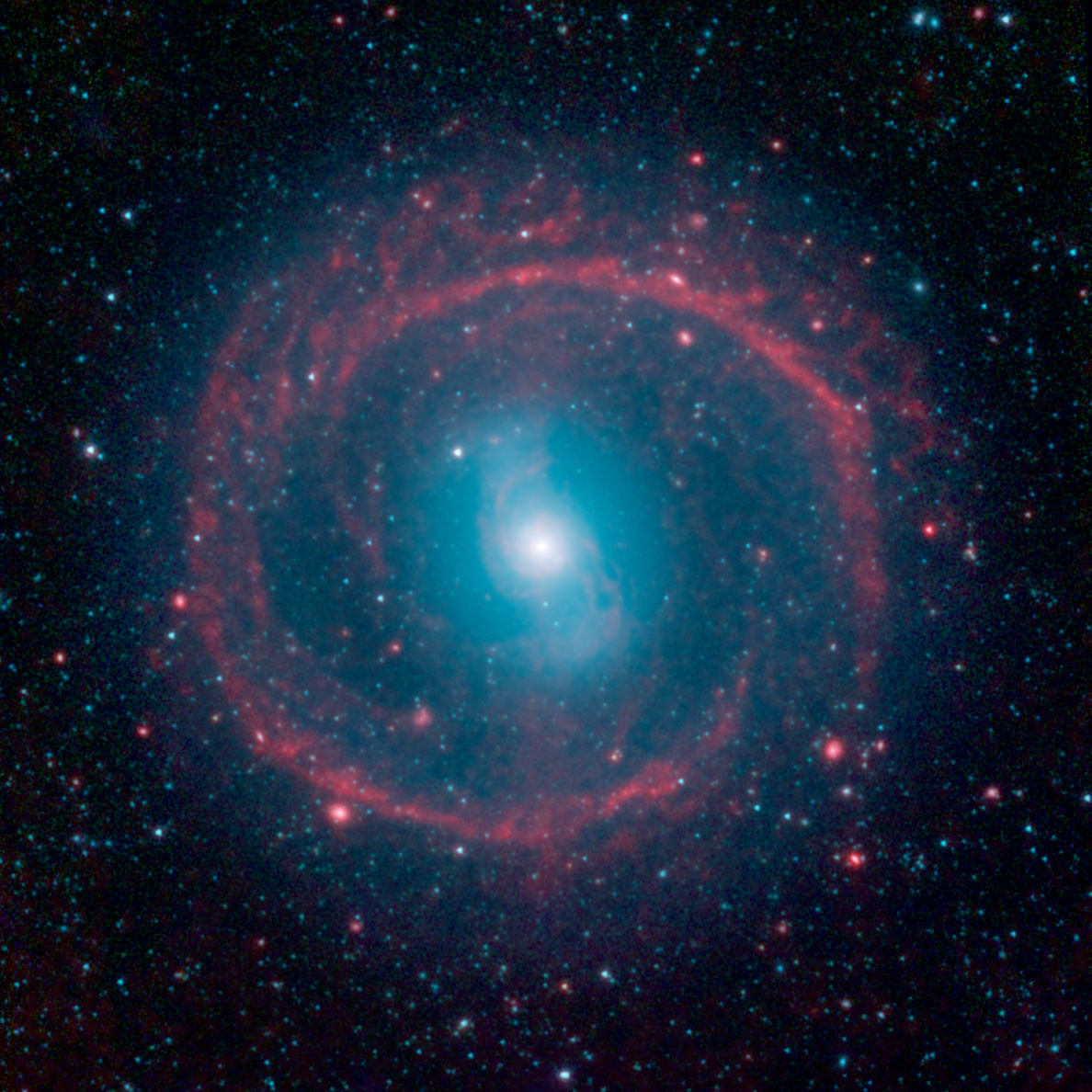
Image from NASA's Spitzer Space Telescope in infrared light.

## Характеристики
NGC 1269 — большая, повёрнутая к земному наблюдателю "лицом", спиральная галактика типа SBa. Наблюдения показали, что молекулярные облака, состоящие из нейтрального водорода, сконцентрированы, в основном, в области внешнего кольца, расширяясь далеко за пределы видимого диапазона.
В этом же кольце (которое становится ярче и шире при наблюдениях в дальнем инфракрасном диапазоне) также находится очень много холодной межзвездной пыли, общая масса которой составляет значительную долю от полной массы пыли в галактике.